# Patrimoine de Besançon

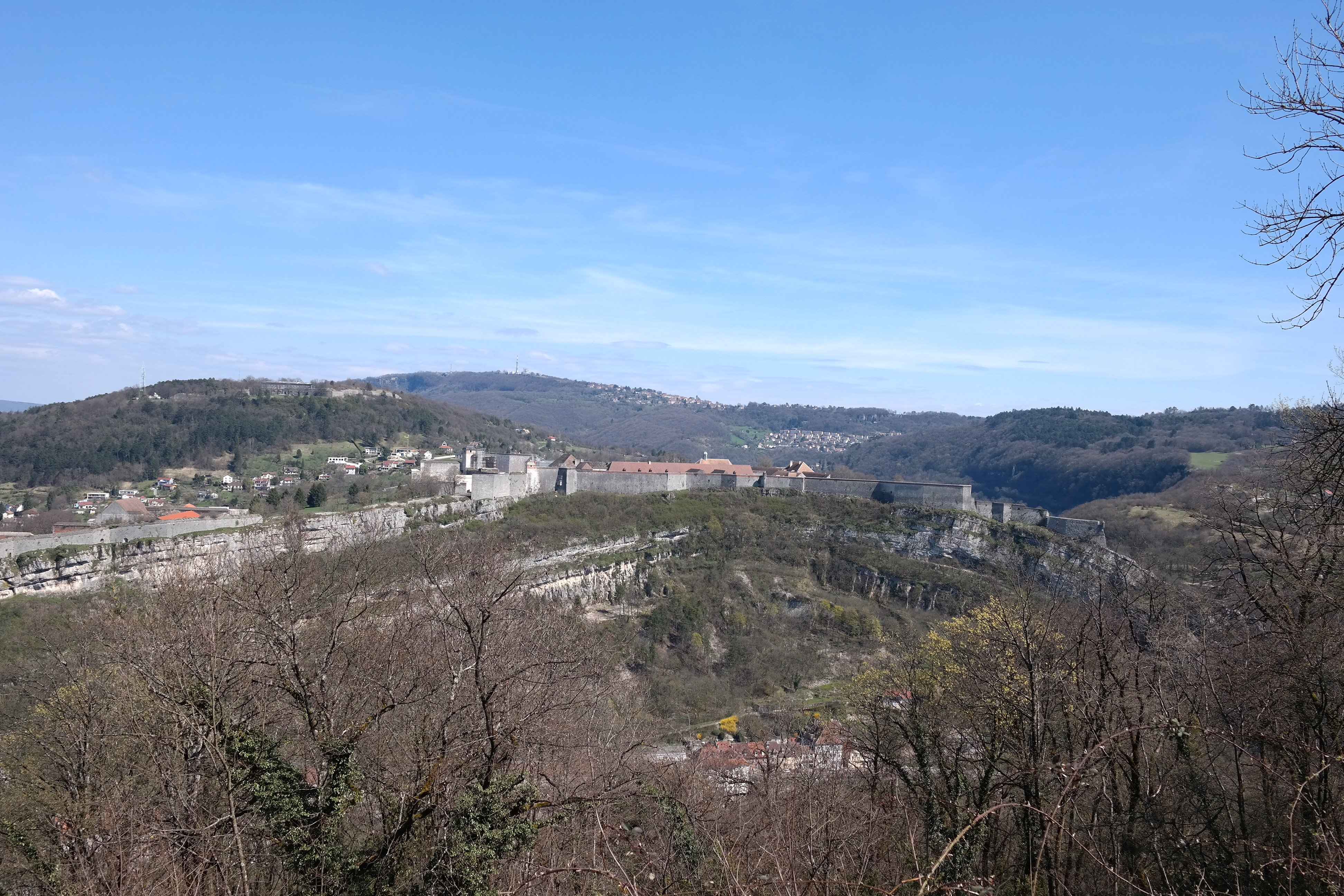
La citadelle de Besançon.

Grâce à son riche patrimoine historique et culturel et à son architecture unique, Besançon possède un label Ville d'Art et d'Histoire depuis 1986 et figure sur la liste du patrimoine mondial de l'UNESCO depuis 2008. On peut citer notamment la Citadelle, la Synagogue ou tout simplement la place de la Révolution, une des plus belles voie de la ville. De nombreuses statues et tableaux sont entreposés dans certaines églises, ou sont exposés dans les cinq musées de la capitale comtoise. On recense 31 lieux de culte, 28 places militaires et un riche patrimoine ornemental composé de dizaines de statues remarquables.

## Bâtiments militaires

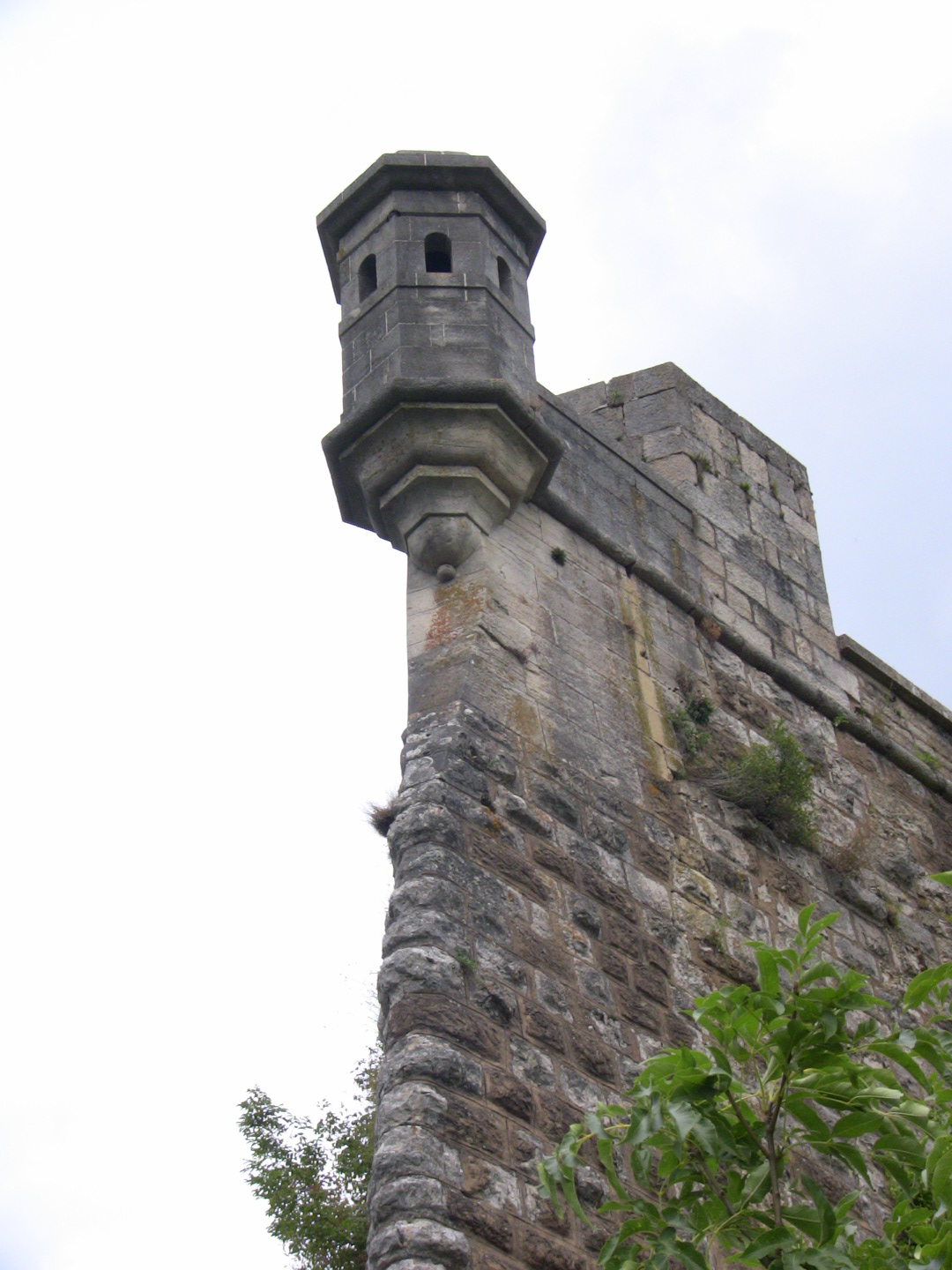
Échaugette de la citadelle.

Besançon a développé son urbanisme et ses défenses militaires à partir de l'oppidum séquane de Vesontio qui occupait l'intérieur du méandre du Doubs lors de la conquête romaine.
Les défenses naturelles remarquables de la cité ont été complétées au fil des siècles par une enceinte urbaine et une « ceinture » entourant le quartier populaire de Battant. L'« arx » originel du mont Coelius n'est devenu une citadelle qu'après la première conquête française. L'essentiel des fortifications encore visibles sont dues à Charles Quint mais surtout à Louis XIV et donc à Vauban son génial ingénieur militaire.
Le post Vauban désigne les élargissements successifs opérés pour faire face à l'accroissement de la portée des canons aux XVIIIe et XIXe siècles. Les lunettes d'Arçon de la Révolution érigées à Chaudanne, lunettes de Trois-Châtels et de Tousey et Beauregard ont été suivies durant la monarchie de Juillet et le Second Empire par les forts bastionnés de Bregille et Chaudanne ainsi que ceux de Beauregard et Petit Chaudanne.
Les vestiges du camp retranché de Besançon, amorcé lors de la guerre franco-prussienne, puis réalisé jusqu'à la fin du XIXe siècle sont nombreux sur le territoire communal ou en limite de celui-ci : forts des Justices, des Montboucons, Benoit, de Planoise, de Rosemont, des Buis (est et ouest), etc.
En 2008, les fortifications de Vauban à Besançon (et 11 autres sites) ont été inscrites au patrimoine mondial de l'humanité par l'UNESCO. La citadelle, le fort Griffon, les enceintes avec leurs tours bastionnées et la seule porte préservée (Rivotte) se mêlent ici aux vestiges pré-vaubanesques que sont les tours de la Pelote, de Montmart, Notre-Dame…

## Bâtiments religieux

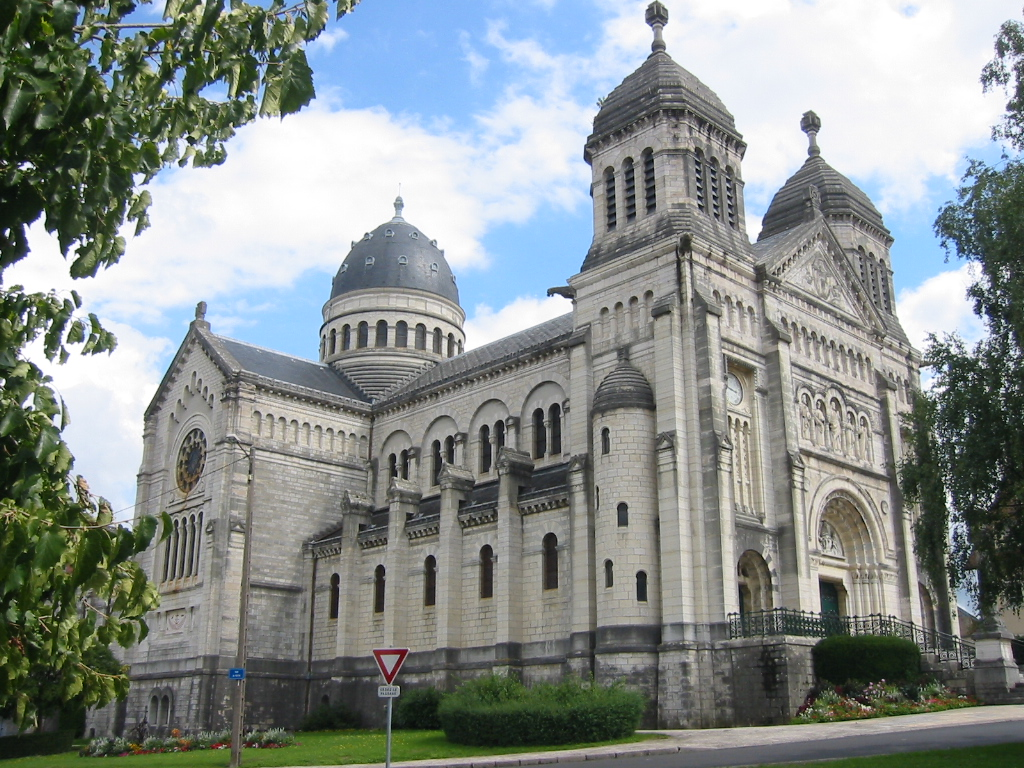
La basilique Saint-Ferjeux.

La ville fut une capitale religieuse, et compte aujourd'hui plus de 31 lieux de culte, les plus anciens datant du IXe siècle, comme la cathédrale Saint-Jean de Besançon.
Églises, basiliques et chapelles : des très nombreux monuments chrétiens existent à Besançon, des dizaines de chapelles et d'églises notamment. On peut citer la cathédrale Saint-Jean, l'abbaye Saint-Paul, la basilique Saint-Ferjeux, l'église Sainte-Madeleine, l'église Saint-Pierre et des dizaines d'autres églises, telles que l'église Saint-Hippolyte de Velotte ou la chapelle des buis, dans le quartier du même nom.
Synagogue : la Synagogue, classée monument historique en 1984, fait partie des plus beaux édifices religieux de la ville.
Mosquées : la Mosquée Sounna, et la mosquée Al-Fath de Planoise.

## Patrimoine ornemental
De nombreuses statues et fontaines ornent la ville. le nombre supposé de ses collines (sept) et de ses fontaines lui a valu le surnom de "petite Rome". On peut également voir de nombreux trompe-l'œil et fresques murales dans le centre historique.

## Hôtels
Parmi les hôtels listés en Catégorie "Hôtel Particulier" on citera : l'Hôtel Mareschal, l' Hôtel de Montmartin, l'Hôtel Jouffroy (rue du grand Charmont), l'Hôtel de Champagney (37, rue Battant), l'Hôtel de ville, l'Hôtel Alviset (1 rue des martelots), l'Hôtel Petit de Marivat (2, place Jean Cornet), l'Hôtel Pourcheresse d'Etrabonne, dit Hôtel de Clermont (127, Grande rue), l'Hôtel Terrier de Santans (68, grande rue), l'Hôtel Isabey (21, rue de la préfecture), l'Hôtel Lavernette (3, rue du lycée)...

## Autres bâtiments

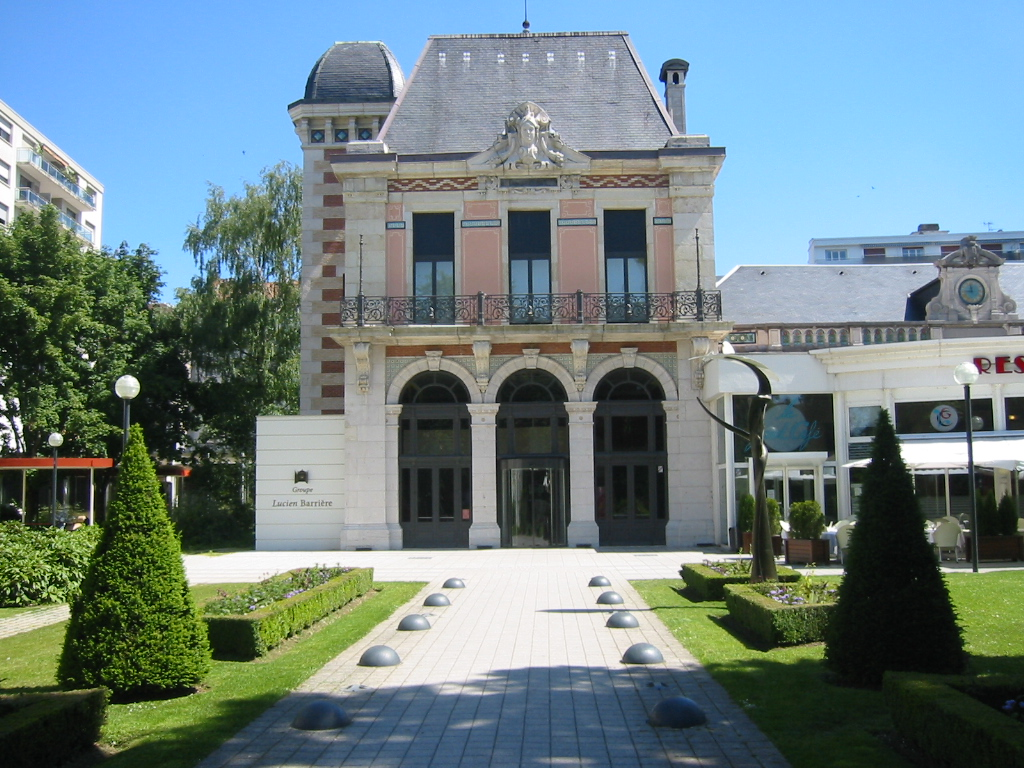
Le casino de Besançon.

La ville regorge de bâtiments remarquables : des hôtels particuliers, des arènes romaines ou des collèges ayant servi d'école jésuite : palais Granvelle, le collège Victor Hugo, le square Castan, le parlement de Besançon, l'usine Dodane, les anciennes arènes, le casino, l'hôpital Saint-Jacques, l'hôpital Jean-Minjoz, le jardin botanique, la Bibliothèque municipale de Besançon ou encore la magnifique horloge astronomique de Besançon.

## Places, rues, ponts et voiries

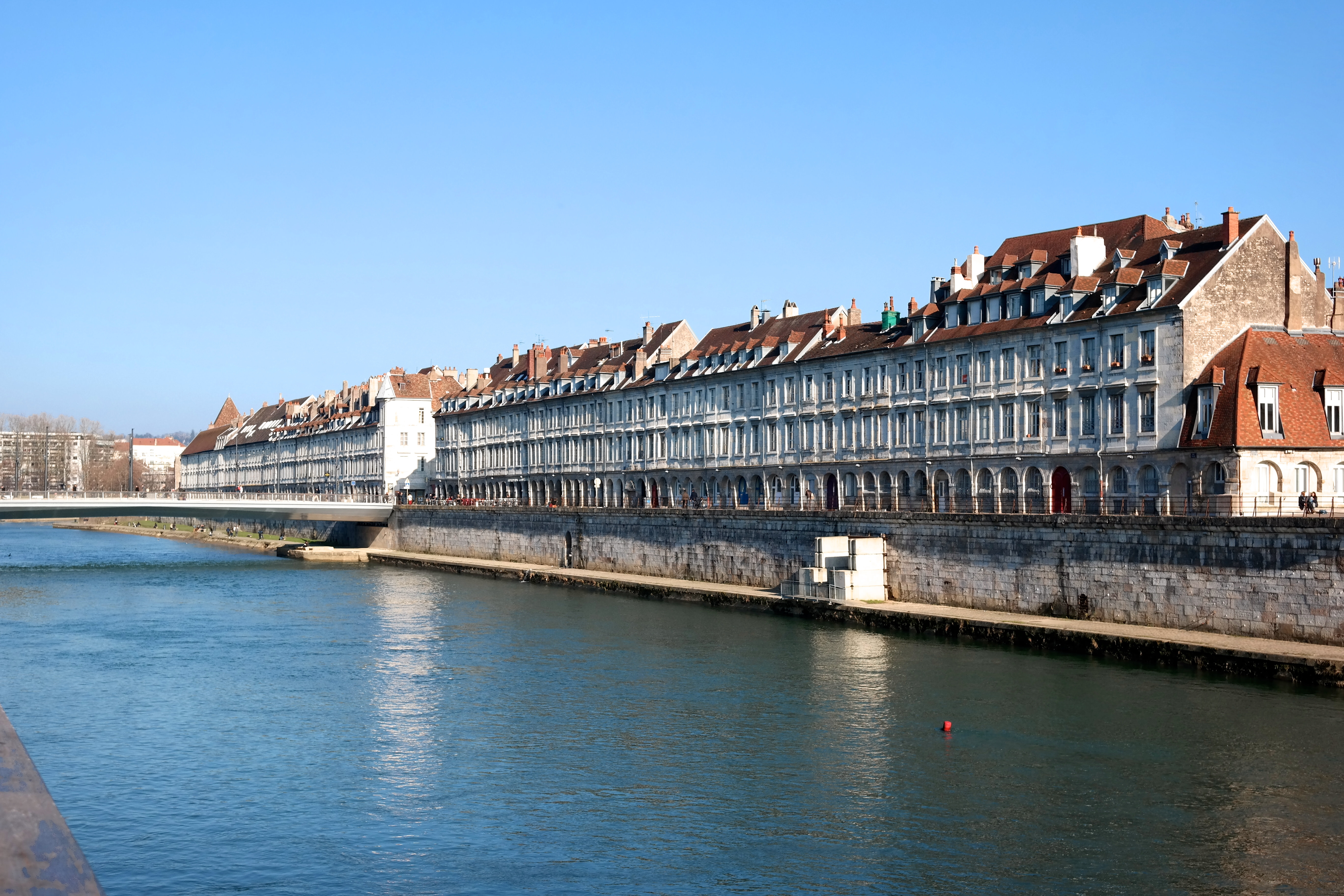
Le quai Vauban.

Un grand nombre de places, ponts, rues sont particulièrement remarquables : l'esplanade des droits de l'homme, la Grande Rue, la place Bacchus, la place Jean Cornet, la place Jouffroy d'Abbans, la place Marulaz, la place Pasteur, la place Saint-Jacques, la place Victor Hugo, la place de la Révolution, la place du Huit septembre, le pont Battant, les ponts de Besançon et le quai Vauban.